# Core-loc

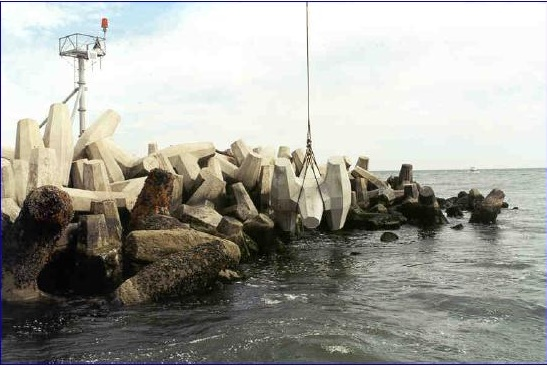
Core-loc bij reparatie van een Dolos golfbreker

Een Core-loc is een betonnen golfbrekerelement in de vorm van een soort stok met drie dwarsbalken, die ieder 90° ten opzichte van elkaar gedraaid zijn. Het is bedoeld om golfbrekers en oevers te beschermen tegen de effecten van zeer zware golfslag. 

## Geschiedenis
Het element is in 1996 ontwikkeld door Turk en Melby van CHL-ERDC (Coastal Hydraulics Laboratory - Engineer Research and Development Center, onderdeel van het US Army Corps of Engineers). Het element is speciaal ontwikkeld om beschadigde Dolos golfbrekers te repararen. De foto toont Core-Locs tijdens de reparatie van de golfbrekers van Manasquan Inlet, New Jersey.

## Toepassing

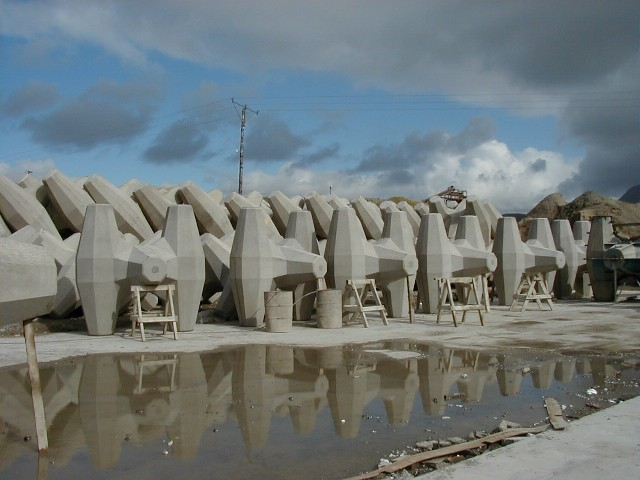
Opslag van Core-loc eenheden

De breuksterkte van de Core-loc is veel beter dan die van de Dolos, en omdat de vorm een behoorlijke gelijkenis heeft, kan dit blok ook goed voor reparaties van Dolos golfbrekers gebruikt worden. Echter, het blijkt dat het blok ook als zelfstandig element voor nieuwe golfbrekers kan worden toegepast. De breuksterkte is echter wat minder dan de sterkte van de Accropod en het Xbloc.
In Noord- en Zuid-Amerika en in Afrika zijn de gebruiksrechten in handen van Prestedge-Retief-Dresner-Wijnberg, in de rest van de wereld wordt dit blok vermarkt door CLI. Voor USACE-projecten is het blok rechtenvrij. 
De Core-loc is toegepast bij ruim 50 golfbrekers.

## Stabiliteit
Bij nieuwe golfbrekers kan de Core-loc in een enkele laag toegepast worden. Voor berekening wordt de Hudson-formule gebruikt. De KD-waarde is dan 16.